# 紅嶺北駅
紅嶺北駅（こうれいきたえき、中文表記: 红岭北站、英文表記: Hongling North Station）は、中華人民共和国深圳市羅湖区に位置する深圳地下鉄7号線（西麗線）・9号線（梅林線）の駅である。

## 利用可能な路線
- 深圳地下鉄

■7号線（西麗線）
■9号線（梅林線）

## 駅構造
3面4線の地下駅である。
| G          |                      | 出入口       |
| B1         | コンコース           |              |
| B2         | 相対式ホーム         | 相対式ホーム |
| B2         | ←■9号線 紅樹湾南方面 |              |
| B2         | 留置線               |              |
| B2         | ■9号線 文錦方面→     |              |
| B2         | 相対式ホーム         |              |
| B3         |                      |              |
|            | ←■7号線 麗水方面     |              |
| 島式ホーム |                      |              |
|            | ■7号線 太安方面→     |              |

## 隣の駅
■7号線
八卦嶺駅 - 紅嶺北駅 - 筍崗駅
■9号線
泥崗駅 - 紅嶺北駅 - 園嶺駅